# Johann Philipp Seip

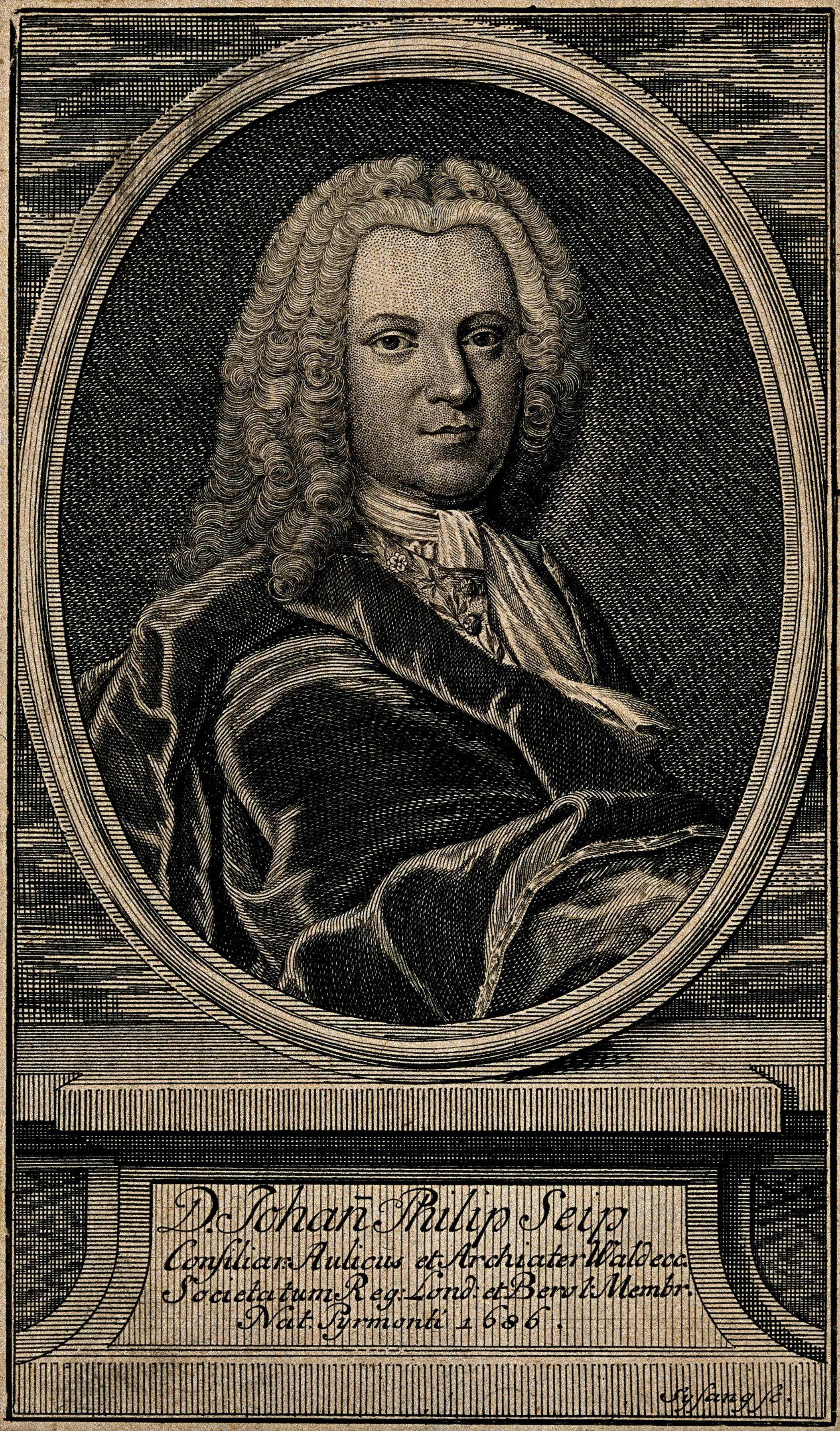
Johann Philipp Seip, Porträt von Johann Christoph Sysang

Johann Philipp Seip, auch Seipp (* 28. November 1686 in Oesdorf (heute Bad Pyrmont); † 31. Mai 1757 in Pyrmont) war ein deutscher Arzt, der sich auf die Analyse und Anwendung der Pyrmonter Heilquellen spezialisierte und entscheidende Anstöße zu deren Popularisierung gab.

## Leben

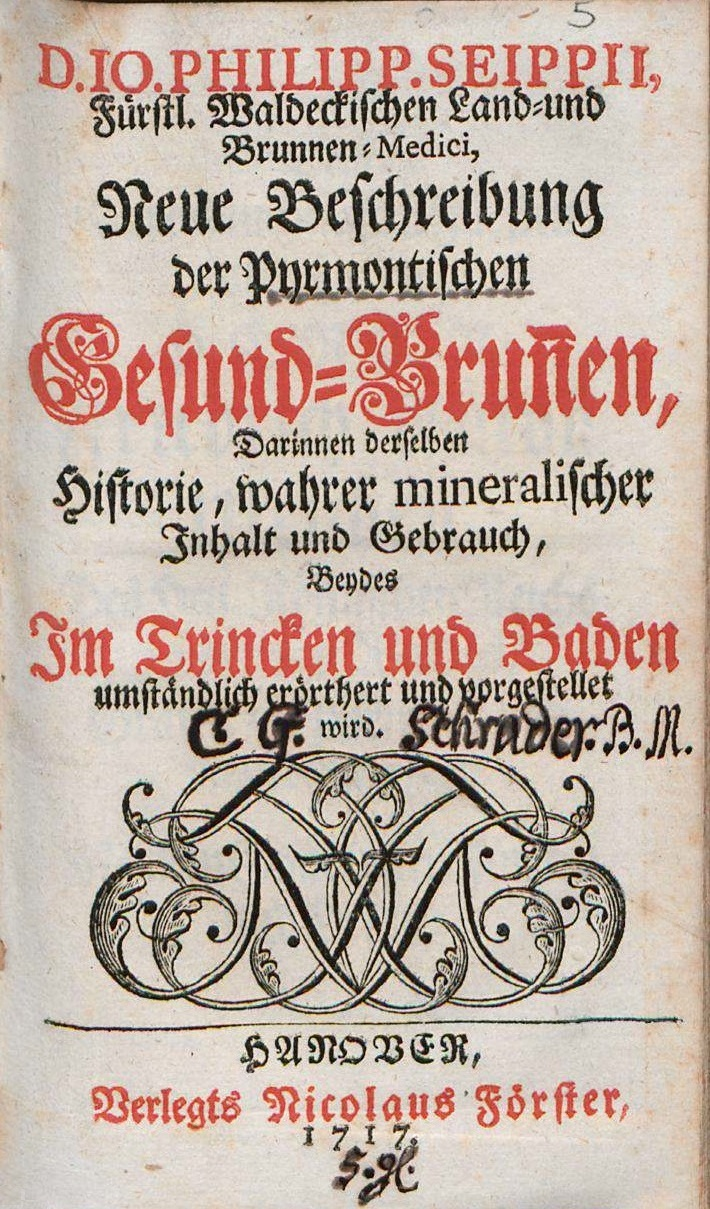
Neue Beschreibung der Pyrmontischen Gesund-Brunnen, Hannover 1717

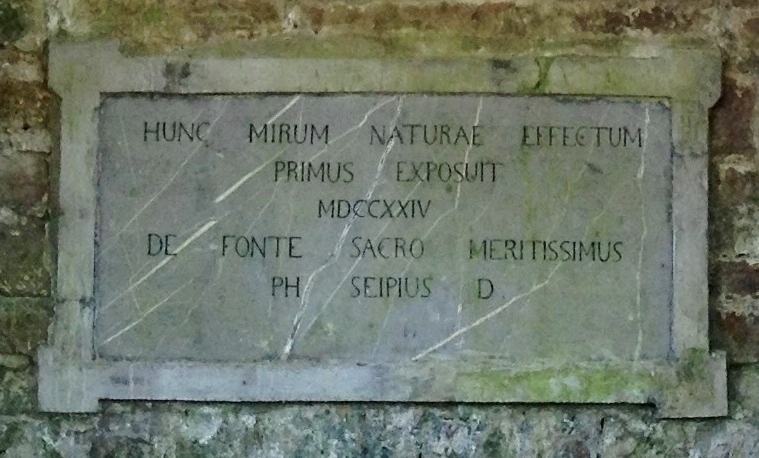
Lateinische Inschrift in der Dunsthöhle: „Diese erstaunliche Naturwirkung stellte der um den heiligen Born höchst verdiente Dr. Philipp Seip 1724 als Erster aus.“

Johann Philipp Seip wurde als ältester Sohn des namensgleichen Theologen Johann Philipp Seip(p) (1650–1715), der im Geburtsjahr des Sohns als Inspektor der Kirchen der Grafschaft Pyrmont erwähnt ist, und dessen Frau Anna Elisabeth, geb. Köhler (1662–1710), Pfarrerstochter aus Oberweymar bei Marburg. Seip gilt als Stammvater des Pyrmonter Unterast seines Geschlechts.
Johann Philipp studierte Medizin in Halle, London und an mehreren niederländischen Universitäten und wurde 1709 promoviert.
1712 kehrte er in seine Heimatstadt zurück und konzentrierte sich therapeutisch und publizistisch auf die Heilwirkungen der Pyrmonter Quellen. 1719 eröffnete er an der Brunnenstraße eine Kurpension. Um dieselbe Zeit wurde er auf in einem Steinbruch austretendes Kohlendioxid aufmerksam, erkannte dessen fördernde Wirkung für die Hautdurchblutung und machte die Stelle als Dunsthöhle für Heilungsuchende zugänglich.
Seip betreute zahlreiche prominente Kurgäste, darunter Zar Peter den Großen, Friedrich II. von Preußen, Gottfried Wilhelm Leibniz und seinen Landesherrn Anton Ulrich von Waldeck-Pyrmont, dem er als Hof- und Leibarzt diente. Am 7. Oktober 1733 wurde er zum Mitglied der Königlich-Preußischen Akademie der Wissenschaften in Berlin, am 1. Juli 1736 zum Mitglied der Royal Society in London und am 4. Juni 1751 mit dem akademischen Beinamen Alcadinus I. zum Mitglied der Leopoldina gewählt. Seine Schriften wurden auch ins Englische und Niederländische übersetzt.
Seip war seit 27. November 1712 verheiratet mit der Anna Christina, geb. Nolting (1687–1756), Tochter des örtlichen Kaufmanns Hermann Adolf Nolting (Nölting) (1642–1692). Bekannt sind zehn Kinder, von denen die Söhne (Johann Christoph) Ludwig Seip (* 1717) und Anton (Ludwig) Seip (* 1723) als Stammväter eines Hamburger bzw. eines Mecklenburgischen Zweigs des Geschlechts von genealogischer Bedeutung sind. Ein weiterer Sohn, (Friedrich Georg) Philipp Seip (1726–1758), brachte es zum kurfürstlich Hannoverschen Hofarzt. Die jüngste Tochter, (Eleonore Christine) Elisabeth (* 1728) war seit 1748 mit dem Juristen Paschen von Cossel verheiratet.